# Barpeta (Distrikt)
Barpeta ist ein Distrikt im indischen Bundesstaat Assam. Sitz der Verwaltung ist die gleichnamige Stadt Barpeta.

## Geografie
Der Distrikt liegt im Westen von Assam. Er grenzt im Norden an die Distrikte Bajali und Baksa, im Osten an den Distrikt Nalbari, im Südosten an den Distrikt Kamrup, im Südwesten an den Distrikt Goalpara sowie im Westen an die Distrikte Bongaigaon und Chirang.
Der Distrikt liegt überwiegend in der Tiefebene von Assam. Ganz im Norden des Distrikts sind Ausläufer der Vorgebirge des Himalaya. Die Fläche beträgt 2244 km².

## Geschichte
Der Distrikt Barpeta teilt die Geschichte mit den Nachbardistrikten. Zuerst gehörte er von 350 bis 1140 zum Reich Kamarupa, später zum Königreich Kamata. Von 1498 bis 1515 gehörte das Gebiet zum Sultanat von Bengalen. Ab 1515 wurde es durch die Dynastie Koch regiert. Ein Familienzweig dieser Königsfamilie verwaltete das Gebiet von 1587 bis 1612. Danach war es bis 1658 Teil des Mogulreichs. Zwischen 1658 und 1681 wechselte die Region wegen der Kriege zwischen dem Mogulreich und dem Königreich Ahom mehrfach den Besitzer. Ab 1681 bis 1816 gehörte es zu diesem Königreich. Ab 1816 stand das Gebiet unter starkem Einfluss von Birma. Nach dem Ersten Anglo-Birmanischen Krieg kam die Region nach dem Vertrag von Yandaboo unter die Herrschaft der Britischen Ostindien-Kompanie. Diese schuf 1836 den Distrikt Kamrup, der das Gebiet der heutigen Distrikte Bajali, Baksa, Barpeta, Kamrup, Kamrup Metropolitan, Nalbari und Tamulpur abdeckte. Bis 1983 blieb dieser ungeteilte Bezirk bestehen. In jenem Jahr spaltete sich der Distrikt Barpeta von Kamrup ab. Im Jahr 2020 trennten sich die Subdivisions Bajali (Pt), Jalah (Pt) und Sarupeta (Pt) ab und bildeten den neuen Distrikt Bajali.

## Der Distrikt im Jahr 2022
Vorbemerkung: Alle unten aufgeführten Angaben entsprechen dem Gebietsstand Juli 2022. Die letzte indische Volkszählung fand 2011 statt. Im Januar 2020 entstand aus den nördlichen Teilen des Distrikts der neue Distrikt Bajali. Die geplante Volkszählung 2021 wurde wegen einer Pandemie verschoben. Geplant ist sie nun für das Jahr 2023. Alle Zahlen sind Angaben des Office of the Registrar General & Census Commissioner, India Ministry of Home Affairs, Government of India. Dort unter den Rubriken 2011 und Assam und den Auswahlmöglichkeiten Age, Education, Languages, Religion, Scheduled Castes und Scheduled Tribes auffindbar oder den Tabellen der District Census Hand Books (DCHB) Part A und Part B entnommen.

## Bevölkerung

### Einwohnerentwicklung
Die Bevölkerungszunahme zwischen 2001 und 2011 lag bei 23,67 % oder rund 276.000 Menschen. Die Entwicklung verdeutlicht folgende Tabelle:

### Bedeutende Orte
Im Distrikt gibt es insgesamt acht Orte, die als Städte (towns und notified towns) gelten. In diesen Städten wohnen insgesamt 136.111 Menschen oder 9,45 % der Distriktsbevölkerung.

### Volksgruppen
In Indien teilt man die Bevölkerung in die drei Kategorien general population, scheduled castes und scheduled tribes ein. Die scheduled castes (anerkannte Kasten) mit (2011) 76.128 Menschen (5,29 Prozent der Bevölkerung) werden heutzutage Dalit genannt (früher auch abschätzig Unberührbare betitelt). Die scheduled tribes sind die anerkannten Stammesgemeinschaften mit (2011) 15.858 Menschen (4,53 Prozent der Bevölkerung), die sich selber als Adivasi bezeichnen. Zu ihnen gehören in Assam 23 Volksgruppen. Detailzahlen für die einzelnen Stammesgemeinschaften sind nur bis zur Höhe der Distrikte veröffentlicht. Da aber im Distrikt Barpeta bei der letzten Volkszählung gehörte, die Bodo (auch Boro genannt) 92,6 % und die Rabha 0,6 % der Anzahl Personen in anerkannten Stammesgemeinschaften zählen, sind diese beiden scheduled tribes auch im heutigen Distrikt dominierend. Die Anteile der scheduled tribes sind in allen Subdivisionen sehr tief. Die Höchstzahl erreicht sie in der Subdivision Sarthebari, wo 9.989 Adivasi (5,21 % der dortigen Bevölkerung oder 63 % aller Adivasi im Distrikt) leben.

### Bevölkerung des Distrikts nach Sprachen
Mit Bengali und Assami gibt es nur zwei bedeutende Sprachgruppen. Insgesamt hat der Distrikt eine dominante bengalischsprachige Mehrheit von 68,94 % mit einer starken Minderheit an Menschen mit Assami als Muttersprache (29,39 % Anteil). Von den weiteren Sprachen erreicht nur Bodo/Boro in der Subdivision Sarthebari mit 4,90 % Anteil eine nennenswerte Höhe.
Erstaunlich ist der gewaltige Unterschied zwischen Stadt und Land in sprachlicher Hinsicht. Auf dem Land sprechen fast 72 % Bengali als Muttersprache und nicht mal 27 % Assami. In den Städten insgesamt hat Assami mit knapp 54 % Anteil die Nase vorn. Bengali kommt in den Städten nur auf rund 40 % Anteil. In jeweils vier der acht Städte sind Assami und Bengali die meistgesprochene Muttersprache. Sämtliche sechs Subdivisionen sind mehrheitlich bengalischsprachig. Die weitverbreitetsten Einzelsprachen zeigt die folgende Tabelle:
| Jahr                                   | Bengali | Bengali | Assami  | Assami | Bodo/Boro | Bodo/Boro | Hindi | Hindi | Total     | Total    |
| Jahr                                   | Zahl    | %       | Zahl    | %      | Zahl      | %         | Zahl  | %     | Zahl      | %        |
| -------------------------------------- | ------- | ------- | ------- | ------ | --------- | --------- | ----- | ----- | --------- | -------- |
| 2011                                   | 991.820 | 68,89   | 423.173 | 29,39  | 14.845    | 1,03      | 7.099 | 0,49  | 1.439.806 | 100,00 % |
| Quelle: Ergebnis der Volkszählung 2011 |         |         |         |        |           |           |       |       |           |          |

### Bevölkerung des Distrikts nach Bekenntnissen
Die Bevölkerung ist mehrheitlich muslimisch mit einer starken hinduistischen Minderheit. Alle anderen Glaubensgemeinschaften sind kaum vertreten. Ungewöhnlich starke Unterschiede gibt es zwischen der städtischen und ländlichen Bevölkerung. In den Städten sind 81,52 % der Einwohnerschaft Hindus und nur 17,89 % Muslime. Auf dem Land dagegen sind 83,81 % muslimisch und nur 16,08 % hinduistisch.
Starke Unterschiede gibt es zudem in den einzelnen Subdivisionen. Die Subdivisionen Kalgachia (99,22 % Anteil) und Baghbor (96,22 % Anteil) sind fast einheitlich muslimisch. Die Anhängerschaft des Islams ist dagegen in den Subdivisionen Barnagar (49,48 % Anteil) und Sarthebari (57,32 % Anteil) deutlich schwächer vertreten. Die Hindus haben ihre Hochburgen in den Subdivisionen Barnagar (47,59 % Anteil) und Sarthebari (42,53 % Anteil). Keine andere Religionsgemeinschaft erreicht in einer Subdivision eine nennenswerte Höhe. Die genaue religiöse Zusammensetzung der Bevölkerung zeigt folgende Tabelle:
| 2011                                   | 41 | 0,00 | 921 | 0,06 | 320.578 | 22,58 | 389 | 0,03 | 1.117.033 | 77,58 | 103 | 0,01 | 10 | 0,00 | 731 | 0,05 | 1.439.806 | 100,00 % |
| Quelle: Ergebnis der Volkszählung 2011 |    |      |     |      |         |       |     |      |           |       |     |      |    |      |     |      |           |          |

### Geschlechterverteilung
Der Distrikt hat – für Indien üblich – mehr männliche als weibliche Einwohner. Den 738.684 Personen männlichen Geschlechts stehen 701.122 Personen weiblichen Geschlechts gegenüber. Der Anteil der Männer liegt bei 51,30 % oder bei 949 Frauen auf tausend Männer. Bei den jüngsten Bewohnern (256.641 Personen unter 7 Jahren) liegen die Anteile bei 130.841 Personen männlichen (50,98 Prozent) zu 125.800 Personen (49,02 Prozent) weiblichen Geschlechts respektive 961 Frauen auf tausend Männer.

## Bildung
Dank bedeutender Anstrengungen steigt die Alphabetisierung. Sie liegt mittlerweile bei rund 61,1 %. Im städtischen Bereich können immerhin mehr als 90 Prozent der Männer lesen und schreiben. Auf dem Land bei den Frauen dagegen nur 52 Prozent. Typisch für indische Verhältnisse sind die starken Unterschiede zwischen den Geschlechtern und der Stadt-/Landbevölkerung. Dennoch liegen Höchstwert (Männer; Stadtbevölkerung) und Tiefstwert (Frauen; Landbevölkerung) selbst für indische Verhältnisse weit auseinander.
Auch in den sechs Subdivisionen des Distrikts gibt es erhebliche Unterschiede in der Alphabetisierung. In der Subdivision Baghpor liegt der Anteil der Menschen, die lesen und schreiben können, bei nur 49,57 % (Männer 55,54 % und Frauen 43,27 %). Den höchsten Wert hält die Subdivision Barnagar mit 71,30 % (Männer 76,11 % und Frauen 66,26 %).
| Alphabetisierung im Distrikt Barpeta   |                   |                   |
| Einheit                                | Volkszählung 2011 | Volkszählung 2011 |
| Einheit                                | Anzahl            | Anteil            |
| GESAMT                                 | 723.138           | 61,12 %           |
| Männer                                 | 405.227           | 66,67 %           |
| Frauen                                 | 317.911           | 55,26 %           |
| STADT GESAMT                           | 105.129           | 85,74 %           |
| Stadt-Männer                           | 56.307            | 90,04 %           |
| Stadt-Frauen                           | 48.822            | 81,26 %           |
| LAND GESAMT                            | 618.009           | 58,27 %           |
| Land-Männer                            | 348.920           | 63,99 %           |
| Land-Frauen                            | 269.089           | 52,23 %           |
| Quelle: Ergebnis der Volkszählung 2011 |                   |                   |

## Verwaltungsgliederung
Der Distrikt unterteilt sich in die Subdivisionen Baghbor, Barnagar (Pt), Barpeta, Chenga, Kalgachia und Sarthebari. 

## Wirtschaft
Die Landwirtschaft ist die dominante Wirtschaftsform in dieser wenig urbanisierten Region. Hauptanbauprodukt ist Reis. Daneben werden Weizen, Urdbohnen, Jute, Raps, Senfkorn, Kartoffeln, Zuckerrohr und Rote Linsen angebaut. Beim Gemüseanbau dominieren Aubergine, Kohl, Blumenkohl, Zwiebeln, Papaya, Süßkartoffeln und Tomaten. Unter den Früchten sind Bananen, Mangos, Guaven, Jackfrucht, Ananas, Zitronen, Litschi und Orangen die meist angebauten Sorten.
Daneben spielt die Tierhaltung eine bedeutende Rolle. Rinder und Ziegen sind die meistgehaltenen Haustiere. Zudem halten die Bauern Kühe, Büffel, Schafe, Schweine, Hühner, Tauben und Enten.
Die insgesamt 473.225 Beschäftigten gliedern sich in 371.942 Hauptbeschäftigte/Vollzeitarbeitende und 101.283 Gelegenheitsarbeitende/geringfügig Beschäftigte auf. Beruflich sind 181.426 Personen oder 38,34 % Bauern und Bäuerinnen, 85.143 Personen oder 17,99 % Angestellte in der Landwirtschaft (Knechte, Mägde, Wanderarbeiter und Wanderarbeiterinnen), 23.067 Personen oder 4,87 % in Heimarbeit/im lokalen Kleingewerbe und 183.589 Personen oder 38,80 % in anderen Berufen tätig (Gewerbe, Handel, Dienstleistungsberufe, Industriebeschäftigte, Haushaltsangestellte etc.). Nebst der Landwirtschaft ist auch die Forstwirtschaft von erheblicher Bedeutung.
Von den Erwerbstätigen sind 378.033 Männer und 95.192 Frauen. Nur 39.771 Frauen oder 5,70 % der weiblichen Bevölkerung arbeiten als Hauptbeschäftigte/Vollzeitarbeitende. Bei den Hauptbeschäftigten/Vollzeitarbeitenden sind 331.971 Personen oder 89,25 % männlich.